# Hexatoma albipunctata
Hexatoma albipunctata är en tvåvingeart som först beskrevs av Frederik Maurits van der Wulp 1880.  Hexatoma albipunctata ingår i släktet Hexatoma och familjen småharkrankar. Inga underarter finns listade i Catalogue of Life.